# دوراسوو (شهرستان چیشمینسکی، باشقیرستان)
دوراسوو (انگلیسی: Durasovo, Chishminsky District, Republic of Bashkortostan) یک شهرک در شهرستان چیشمینسکی در استان باشقیرستان کشور روسیه است.